# میگوی سیمون
میگوی سیمون (نام علمی: Caridina simoni) نام یک گونه از فروراسته میگوهای اصلی است.